# Pakicetidae
Pakicetidae là danh pháp khoa học để chỉ một họ chứa các loài động vật đã tuyệt chủng, dạng chuyển tiếp từ thú sống trên đất liền sang các dạng cá voi tiền sử. Trong khi các dạng cá voi ngày nay là các động vật sinh sống dưới nước thì các dạng động vật của họ này vẫn sinh sống chủ yếu trên đất liền. Do các hóa thạch của chúng được tìm thấy gần các vùng nước, người ta giả định rằng chúng sống một phần thời gian trong nước, do cấu trúc xương của chúng đặc chắc hơn và làm giảm sức nổi hay hốc mắt của chúng nằm ở vị trí cao trên hộp sọ.

## Đặc điểm
Các chi đã biết trong họ Pakicetidae bao gồm chi Pakicetus kích thước cỡ con sói, Nalacetus, Ichthyolestes kích thước cỡ con cáo. Pakicetus lần đầu tiên được Philip Gingerich, Neil Wells, Donald Russell và S. M. Ibrahim Shah phát hiện năm 1983, và cả ba loài được biết đến chỉ từ một số ít di chỉ tại Pakistan, vì thế mà có tên của chi đầu tiên và của họ này. Khu vực này vào khoảng thời gian đó, khoảng 53 triệu năm trước, được coi là vùng duyên hải của biển Tethys.
Các loài trong họ Pakicetidae là động vật ăn thịt sống trên đất liền, nhưng được cho là các tổ tiên của cá voi hiện đại do ba đặc trưng sau đây là duy nhất chỉ có ở các dạng cá voi: các điểm đặc biệt trong định vị các xương tai bên trong hộp sọ, sự gập nếp trong xương của tai giữa, sự sắp xếp của các chỏm răng của các răng hàm. Các loài trong họ này có 4 chân giống như của động vật có vú điển hình.
Học thuyết hiện tại cho rằng cá voi hiện đại đã tiến hóa từ các dạng cá voi cổ đại như Basilosauridae, mà họ này đến lượt mình lại tiến hóa từ những sinh vật tương tự như họ Ambulocetidae sinh sống kiểu lưỡng cư, và họ này lại tiến hóa từ những sinh vật tương tự như Pakicetidae sinh sống trên đất liền.

## Hệ thống hóa
Ngoài các hóa thạch của chi Himalayacetus ở tình trạng bảo tồn không tốt thì các hóa thạch của Pakicetidae là các dấu tích cổ nhất đã biết của cá voi. Các nhóm nổi lên sau này như Ambulocetidae, Rodhocetus hay Remingtonocetidae có thể đã có những điều chỉnh lớn đáng kể để thích nghi với cuộc sống dưới nước.

## Tầm quan trọng
Sự phát hiện ra Pakicetidae đã góp phần vào việc làm cho sự tìm hiểu các mối quan hệ phát sinh loài của cá voi trở nên rõ ràng hơn. Trước đây đôi khi người ta cho rằng bộ Cá voi (Cetacea) có nguồn gốc từ nhóm Mesonychia. Thay vì thế, hiện tại người ta đã biết rằng các dạng cá voi tiền sử vẫn có mắt cá chân với biểu hiện bề mặt là móng chẻ đôi. Đặc điểm này chỉ có ở động vật guốc chẵn, vì thế, mối quan hệ gần gũi của hai đơn vị phân loại này về mặt hình thái học là đáng kể. Các nghiên cứu di truyền học phân tử cũng chỉ ra mối quan hệ gần gũi này, và theo như học thuyết phổ biến nhất ngày nay thì động vật guốc chẵn và cá voi được gộp lại trong một bộ có danh pháp khoa học là Cetartiodactyla, với một số dạng động vật guốc chẵn như hà mã có thể có quan hệ họ hàng gần gũi nhất với cá voi.